# حنبوشیه
حنبوشیه (به عربی: حنبوشیة) یک روستا در سوریه است که در ناحیه بداما واقع شده‌است. حنبوشیه ۹۶۸ نفر جمعیت دارد.